# Arnold Overbeck
Pour les articles homonymes, voir Overbeck.
Arnold Ludwig August Overbeck (né le 12 avril 1831 à Lübeck, mort le 8 octobre 1899 à Düsseldorf) est un peintre et photographe allemand.

## Biographie
Arnold Overbeck vient de la maison d'Overbeck originaire de Lübeck. Il est le deuxième fils de Johannes Hans Overbeck, le frère aîné de Friedrich Overbeck et un petit-fils du maire Christian Adolph Overbeck (en). 
Arnold Overbeck est un élève de Johann Wilhelm Schirmer à l'académie des beaux-arts de Düsseldorf de 1851 à 1854. De 1855 à 1857, Overbeck fait un voyage en Italie, il fréquente l'Antico Caffè Greco à Rome. À la fin des années 1850, il s'installe à Düsseldorf en tant que peintre paysagiste, vit en 1859 avec le peintre Carl von Häberlin, au Jägerhofstraße 13 et appartient à l'association Malkasten.
En avril 1863, il est avec son frère Gustav Overbeck propriétaire d'un atelier photographique. En 1875, les frères se séparent. En novembre 1876, le photographe Wilhelm Otto reprend l'atelier G. Overbeck. Les nombreuses photographies conservées sont essentiellement du format cabinet et du portrait carte-de-visite. En 1880, Overbeck prend des photographies et des chromophotographies à l'exposition commerciale et artistique au jardin zoologique de Düsseldorf.